# Манакорда, Марио Алигьеро
Марио Алигьеро Манакорда (итал. Mario Alighiero Manacorda; 9 декабря 1914 — 17 февраля 2013) — итальянский педагог, журналист, историк образования, физического воспитания и спорта и общественно-политический деятель.

## Биография
Третий из шести детей в семье учителей Джузеппе Манакорды и Лины Романьоли, его братья — историк Гастон и литературный критик Джулиано — также получили известное признание в своих областях. Окончил Пизанский университет (был слушателем Высшей нормальной школы). Во второй половине XX века занимал престижные должности в итальянском академическом мире и в политико-культурной сфере. Был очень активным политическим деятелем: организатор и руководитель школ для бывших партизан в Риме, главный редактор издательства «Ринашита», глава школьной комиссии при ИКП и секции образования в Институте Грамши, редактор журнала «Riforma della Scuola» (Школьная реформа), член руководящего комитета Международной федерации педагогических синдикатов, штатный профессор истории образования в университетах Флоренции и Рима и педагогики в университете Сиены. Умер в возрасте 98 лет в Риме в 2013 году.